# Groeve Oly

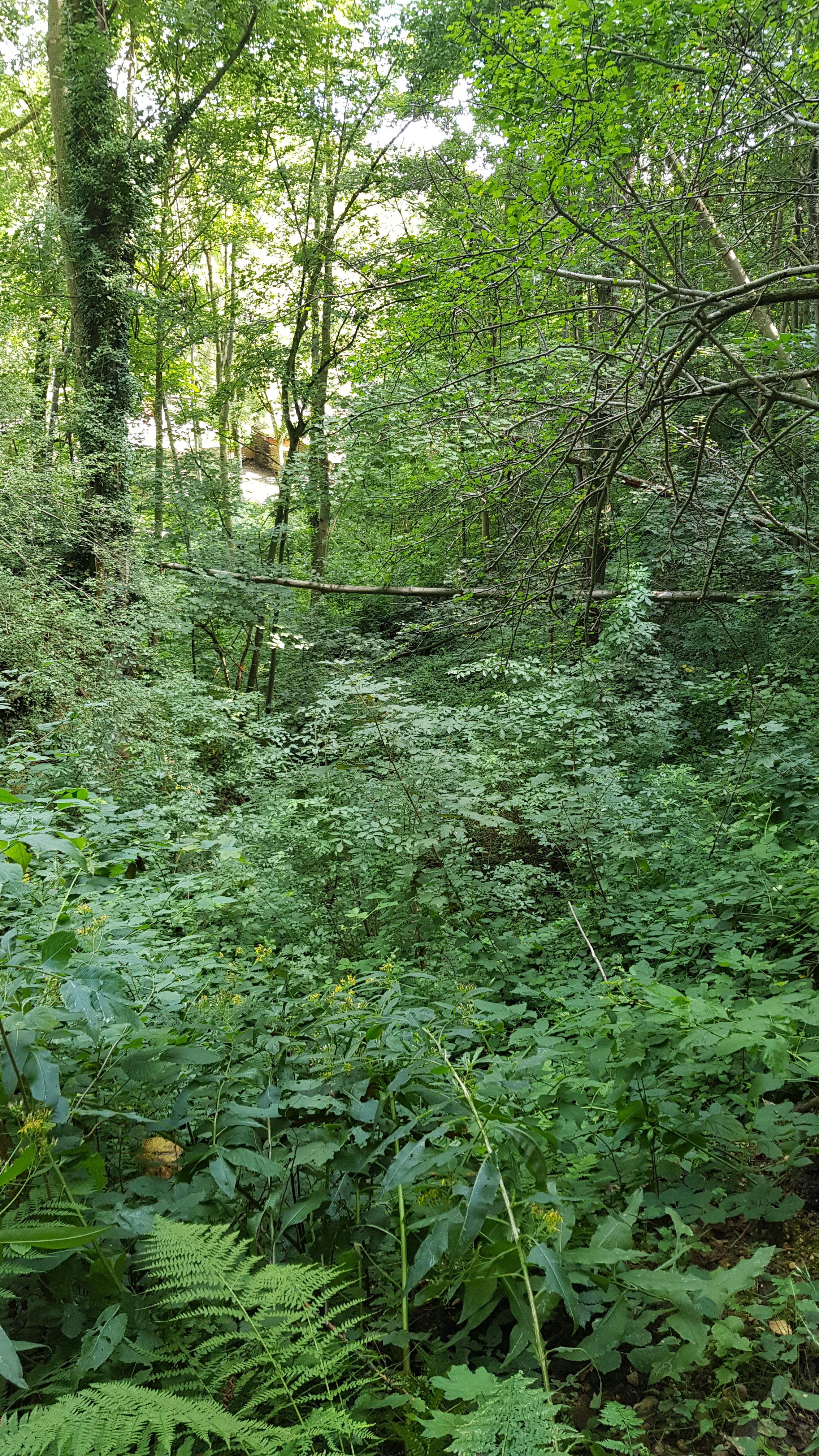
Het gebied van de groeve overwoekerd door struikgewas, neerwaarts gezien van boven de groeve op de helling

De Groeve Oly is een Limburgse mergelgroeve in het Geuldal in de Nederlandse gemeente Meerssen in Zuid-Limburg. De ondergrondse groeve ligt ten zuidoosten van Meerssen ten zuidwesten van uitspanning De Nachtegaal. Groeve Oly ligt in het bos van De Dellen nabij De Dellenweg, ten noorden ligt het bosgebied van de Meerssenerbroek. De groeve ligt aan de noordwestkant van het Plateau van Margraten in de overgang naar het Maasdal. In de omgeving duikt het plateau een aantal meter steil naar beneden.
De groeve is de meest noordwestelijke groeve op het Plateau van Margraten. Op ongeveer 225 meter naar het oosten ligt de Groeve Dellen oude werken en op ruim 350 meter naar het oosten ligt de Meerssenergroeve.

## Geschiedenis
De groeve werd door blokbrekers ontgonnen voor de winning van kalksteenblokken.

## Groeve
De Groeve Oly bestaat uit een enkele gang met een lengte van zestien meter.
De groeve ligt op het terrein van Het Limburgs Landschap.